# Sebastián Grazzini
Sebastián Hugo Grazzini (Rosario, 25 gennaio 1981) è un allenatore di calcio ed ex calciatore argentino, di ruolo centrocampista, attuale tecnico del Platense.

## Palmarès

### Allenatore

#### Club
- Campionato argentino: 1

Platense: 2025